# المفضل بن غسان
المفضل بن غسان بن المفضل، أبو عبد الرحمن الغلابي، هو محدث وعالم بالجرح والتعديل، بصري الأصل سكن بغداد. كان تلميذًا ليحيى بن معين.

## علمه بالجرح والتعديل
له كِتابٍ مَفقودٍ مُتناثرٍ في كُتب الجرح والتعديل، يُعرف بـ "سؤالات الإمام المفضل بن غسان الغلابي لإمام الجرح والتعديل يحيى بن معين"، وهو عبارةٌ عَنْ تاريخٍ في الجرح والتعديل والحُكم على الأحاديث فتارةً تَراهُ يَقول: "حَدثنا يحيى بن معين" وتَارةً يَقول: "سألت أبي زكريا" أو يكون مُصرحاً باسمهِ. قد نقل عَنْهُ المزي في كِتابهِ تهذيب الكمال في أسماء الرجال دُون أن يسندها مُكتفياً بقولهِ: "قال المفضل بن غسان" ثُم يذكر قول ابن معين في الجرح إلا أن ابن عساكر والخطيب البغدادي أسنداها في كِتابيهما.

## روايته للحديث
- روى عن: أبيه، وعن عبد الله بن داود الخريبي، وعبد الرحمن بن مهدي، وأبي داود الطيالسي، وقريش بن أنس، ويزيد بن هارون، وسليمان بن حرب، ومؤمل بن إسماعيل، وحماد بن عيسى، وجعفر بن عون، ويعلى بن عبيد الطنافسي، وعبيد الله بن موسى، وروح بن عبادة، ومحمد بن عمر الواقدي، وسعيد بن داود الزنبري، وعفان بن مسلم، وسعيد بن سليمان الواسطي، وعارم بن الفضل السدوسي، ومصعب بن عبد الله الزبيري، وأحمد بن حنبل، ويحيى بن معين.
- روى عنه: ابنه الأحوص، ويعقوب بن شيبة، وأبو بكر بن أبي الدنيا، وجعفر بن محمد بن الأزهر الباوردي، وأبو القاسم عبد الله بن محمد البغوي، وأبو الليث الفرائضي.[2]